# MR.MORNING
『MR.MORNING』（ミスター・モーニング）は、高山しのぶによる日本の漫画作品。『コミックZERO-SUM増刊WARD』（一迅社）連載（完結）。
『ゼロサムオンライン』で2011年5月10日より続編『MR.APPLICANT』（ミスター・アプリカント）が不定期で連載（完結）。

## 作品概要
電気が普及し始めた頃、虹石と呼ばれる石を利用して走る虹石機関車とその乗組員となった少年の物語。

## 舞台
舞台となる国の名前は不明。世界観はイギリスに近い。国は平らな島国で、300年近く戦争がない平和な国。国を治めるのは巡爵と10人の州公。この国は5つの州と王都で成り立ち、各州の庶民と貴族の代表が一人ずつ選ばれ、州公と呼ばれる。この州公の議長役が巡爵であり、任期は3年である。

## 登場人物
声は、ドラマCDの担当声優。

### 虹石機関車乗務員
トーキィ・トーイ
声：皆川純子
本作の主人公。虹石機関車が好きで、乗組員となった少年。田舎者で礼儀知らずなため、上司であるワイズマンに叱られているが、仕事をしていくことで成長していく。一番格安の車輌、モーニングに配属。
ミゲール・ワイズマン
声：中村悠一
モーニングの室長助手。トーイの教育係。厳しいことで有名だが、信頼されている。誰よりも機関車を愛する。腹違いの兄にロバートがいる。貴族出身にも関わらずこの職に就いたため、父親とは仲が悪い。
パテンティ・ストランド
声：木村亜希子
モーニングの室長。トーイのおば。イブニングの室長ウォリスは夫。語学マニアのため、外国から来る観光客にガイドをしている。
ギル
声：鳥海浩輔
アフタヌーン配属。トーイの友達。禁煙室でもタバコを吸おうとしたり、サボリ癖があるので、ワイズマンによく注意される。貧しい大家族で育っており、給料が入ると両親に仕送りをする傍ら女性に贈り物をして金欠になることがある。大の女好きであるが、振られてばかりいる。
ラズ
声：水島大宙
アフタヌーン配属。褐色の美少年。外国からの移民。
ウォリス・ストランド
声：大川透
イブニング室長。パテンティの夫。ワイズマンの尊敬する人でもある。
ベイカー
声：保志総一朗
イブニング専属の奇術師。美青年。
バロッゾ
虹石機関車の機関士。怪力の大男。部下に小言を言われている。
キャミー
食堂車輌で働くウェイトレス。玉の輿狙いで、ワイズマンに興味を持つが、彼が厳しく怒りっぽい性格と知り、興味を無くす。後、美少年のラズやトーイを追いかける。

### 軍人
ロバート・ワイズマン
声：杉田智和
ミゲールの異母兄。王都騎士団第9隊副隊長。ミゲールを大事に思い、軍の内部分裂において父親を裏切る。
ジョルジオ・ベイツ
王都騎士団第9隊隊長。老兵。
ジャンヌ・バルトーク
王都騎士団第2隊隊長。口数が少なく、無表情な女性。ロバートの婚約者。ロバートは政治的な結婚だと勘違いしているが、実はロバートに一目惚れしている。
ヴィンセント
王都騎士団第3隊隊長。戦争が絶えない国からの移民で、少年兵だった。額に大きな傷跡がある。
ジョナサン
王都騎士団第3隊隊員。長髪の男。
シュバルツ
王都騎士団第7隊隊長。

### その他
ユーリィ
トーイの母親。パテンティの妹。虹石の研究をしている研究所の所長。研究没頭癖がある。
トーキィ・ヴァイズベルト
トーイの父親。王都騎士団第2隊隊員。放浪癖がある。第3隊に狙われていた妻のユーリィを保護し、息子であるトーイを勇気づけた。作中では彼の名前は不明。続編の『MR.APPLICANT』「Episode.07」で判明する。
クリストファ・リルデンツ
巡爵。三大貴族の少年。
クリスティーン
リルデンツに仕える女性騎士。役職は特務公官。

## 単行本

### MR.MORNING
- 高山しのぶ『MR.MORNING』 一迅社〈ZERO-SUMコミックス〉、全2巻
  1. 2008年11月25日発売、ISBN 978-4-7580-5291-7
  2. 2009年10月24日発売、ISBN 978-4-7580-5356-3
- 高山しのぶ『MR.MORNING 完全版』 一迅社〈ZERO-SUMコミックス〉、2020年1月27日発売、ISBN 978-4-7580-3490-6

### MR.APPLICANT
- 高山しのぶ『MR.APPLICANT』 一迅社〈ZERO-SUMコミックス〉、全3巻
  1. 2012年8月25日発売、ISBN 978-4-7580-5735-6 / （限定版）ISBN 978-4-7580-5736-3
    - （新装版）2020年1月27日発売、ISBN 978-4-7580-3489-0

  2. 2020年1月27日発売、ISBN 978-4-7580-3484-5
  3. 2020年1月27日発売、ISBN 978-4-7580-3485-2